# Протасів яр (заказник)
Ландшафтний заказник місцевого значення «Протасів яр» створений рішенням Київради № 4907/4948 від 14.07.2022 р..

## Опис
Урочище Протасів Яр розташоване на території Солом'янського району міста Києва і являє собою яр між Байковою та Батиєвою горами. Урочище Протасів яр з півночі та південного заходу межує з житловою забудовою по вулиці Солом'янській, з півдня та сходу відмежоване узвозом Протасів яр. У ландшафтному плані урочище являє собою південно-східний схил Батиєвої гори, який має висоту 70 м над Дніпровою долиною. Батиєва гора є складовою правобережних лесових горбів Київського плато і є однією з найвищих точок Києва.

## Рослинність
Урочище зберегло фрагмент природної рослинності. Деревостани сформовано, головним чином, осикою (Populus tremula), березою повислою (Betula pendula), в меншому ступені липою серцелистою (Tilia cordata) та в'язом гладким (Ulmus laevis). Зі спорових рослин тут виявлено жіночу папороть (Athyrium filix-femina) та велику популяцію хвоща лучного (Equisetum pratense).
З тварин в урочищі трапляються численні безхребетні, серед яких і рідкісні види. Зокрема, тут виявлений червонокнижний сфекс рудуватий (Sphex funerarius).
Богата також орнітофауна. Тут зустрічаються наступні птахи: звичайна вівсянка (Emberiza citrinella), садова славка (Sylvia borin), синиця блакитна (Cyanistes caeruleus), соловейко східний (Luscinia luscinia), великий (Dendrocopus major), малий (Dryobates minor), середній строкаті дятли (Leiopicus medius) та сирійський дятел (Dendrocopus siriacus) та жовна сива (Picus canus). Усіх цих птахів включено до Додатку ІІ до Бернської конвенції (Bern Convention 1979).

## Історія створення
Територія парку виділена в природне ядро екомережі Солом'янського району (Розробка регіональної схеми формування екологічної мережі у м. Києві, 2005). Переломною для створення заказника подією стала смерть громадського активіста, який боровся за збереження Протасового Яру — Романа Ратушного на війні з росією. Після цієї трагічної втрати громадськість звернулася до міського голови з вимогою зберегти об'єкт, за який Роман боровся.

## Значення
Згідно з генеральним планом розвитку міста до 2020 року, Протасів яр має стати парковою зоною, тому створення на його території пам'ятки природи є цілком вчасним. В умовах антропогенного забруднення повітря, кожен зелений масив має велике очисне значення. Створення заповідного об'єкту дозволяє зберегти історичну місцевість та створює умови для продовження тут наукових досліджень.